# 추승균
추승균(秋升均, 1974년 12월 6일~)은 대한민국의 은퇴한 농구 선수이다. 전주 KCC 이지스의 선수, 코치, 감독을 역임하였으며, 2021년부터 SPOTV의 농구 해설위원을 맡고 있다. 부산 출신이다.

## 경력
한양대학교를 졸업하고 입단하여 2011-12 시즌을 끝으로 은퇴할 때까지 전주 KCC 이지스의 원클럽맨으로 뛰었다. 한국 프로농구 선수로는 최초로, 챔피언 결승전 5회 우승을 이루어냈으며, 한국프로농구의 출범 이후, 서장훈에 이어 1만 득점(역대 2호)을 달성하였다. 최종 득점은 10,019점이다. 2011-2012 시즌을 끝으로 은퇴를 하게 된다.

## 지도자
은퇴 이후 친정인 전주 KCC 이지스의 코치로 허재 감독을 보좌하게 된다.
그러던 중 2015년 2월 9일 허재가 전주 KCC 이지스 감독을 사퇴해서 감독 대행을 맡았고, 시즌이 끝나고 2015년 5월 29일 전주 KCC 이지스에서 감독으로 계약을 해서 전주 KCC 이지스 3대 감독이 되었다.
감독으로서는 2015-2016 시즌 전주 KCC 이지스 사상 최초의 정규리그 우승이라는 큰 기쁨을 안겨 주었다.
하지만, KBL 플레이오프 우승 실패와 함께 프런트에서 전창진 감독 선임문제로 인해 2018-2019 시즌 중 단 12게임에서 지휘봉을 내놓으면서 친정팀을 떠나게 된다.

## 방송해설위원
KCC 감독 퇴임 이후 농구아카데미를 하던 중 2021년부터 SPOTV의 농구 해설위원으로 활약하게 된다.

## 경력
- 1997년~2012년 대전 현대 다이냇/현대 걸리버스/전주 KCC 이지스
- 2012년~2015년 전주 KCC 이지스 코치
- 2015년~2015년 전주 KCC 이지스 감독 대행
- 2015년~2018년 전주 KCC 이지스 감독